# Pizzo del Diavolo (Monti Sibillini)
Il Pizzo del Diavolo è una cima del massiccio montuoso dei Monti Sibillini (gruppo montuoso del Monte Vettore), all'interno del Parco nazionale dei Monti Sibillini, che raggiunge l'altitudine di 2.410 m s.l.m., sovrastando a nord il lago di Pilato. 

## Percorsi
È possibile raggiungere la sua vetta attraverso il percorso escursionistico che parte da Foce di Montemonaco,  oppure partendo da Forca di Presta salendo fino alla Cima del Redentore e scendendo fino al lago. Si può inoltre raggiungere la vetta dal rifugio Tito Zilioli camminando in cresta. Esistono molte vie alpinistiche per arrivare alla sua sommità e la scalata di questa parete è considerata una delle più difficili sui Monti Sibillini.

## Galleria d'immagini

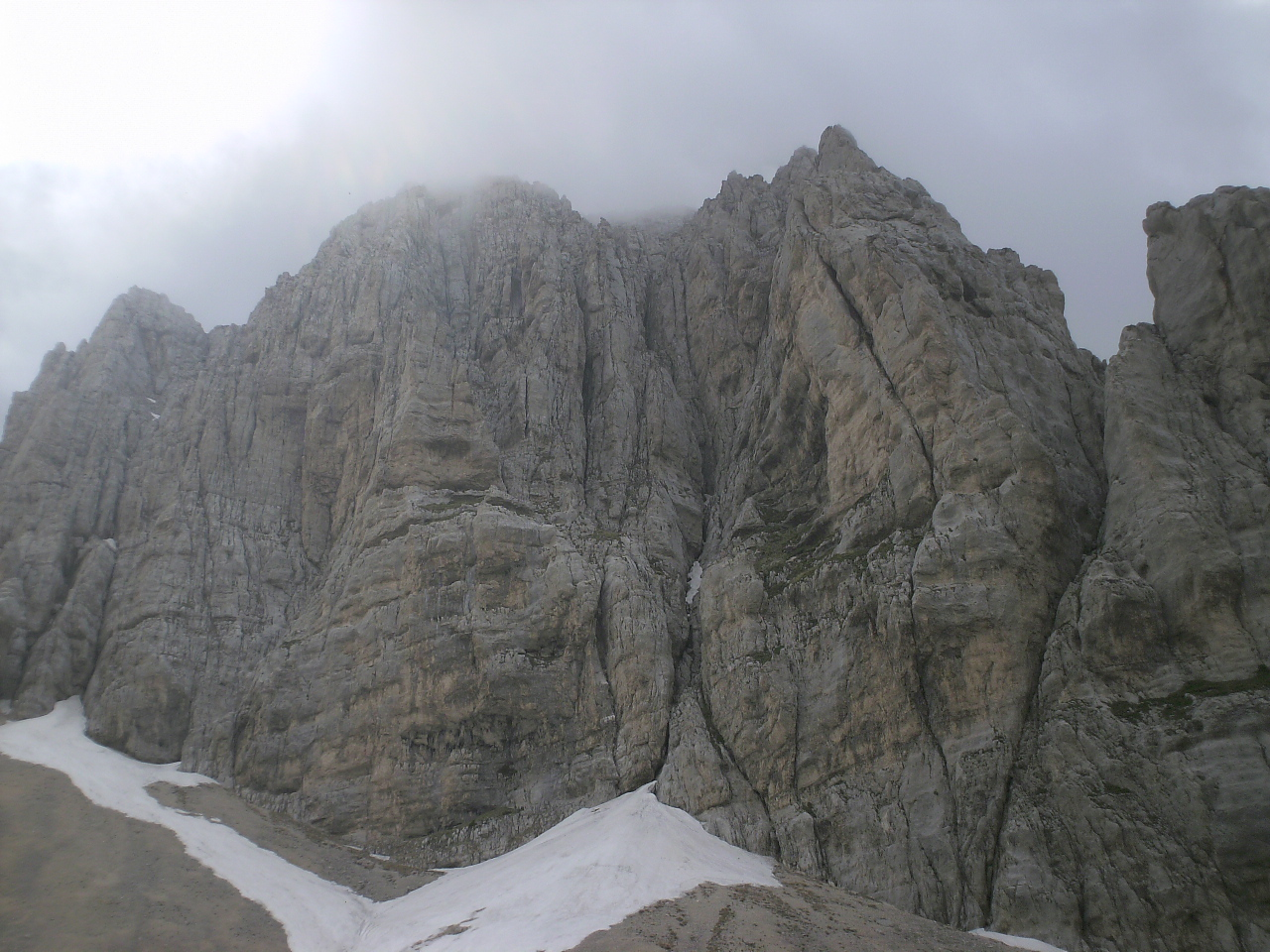
Vista della parete rocciosa dalla sottostante conca del lago
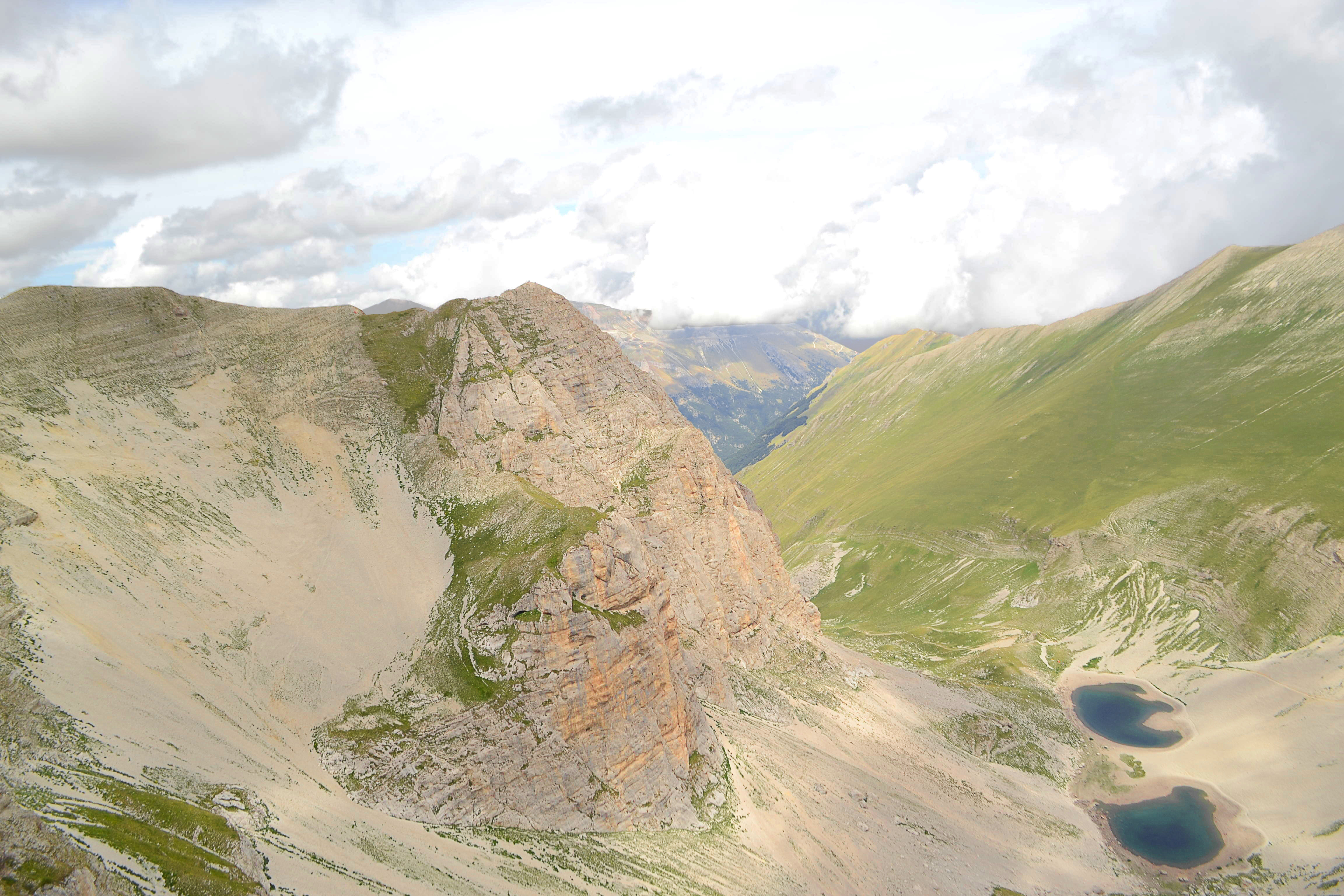
Pizzo del Diavolo e lago di Pilato da Cima del Lago (Monti Sibillini)